# 意大利214杨
意大利214杨（学名：Populus canadensis 'I(2）为杨柳科杨属下加杨的一个品种/栽培型。常分布于分布于苏州泗阳。

## 扩展阅读
- 維基物種上的相關：意大利214杨